# Логачовка
Логачо́вка (рос. Логачёвка) — село у складі Тоцького району Оренбурзької області, Росія.

## Населення
Населення — 303 особи (2010; 458 у 2002).
Національний склад (станом на 2002 рік):
- росіяни — 92 %